# Heinz Krügel
Heinz Krügel (Zwickau, 4 aprile 1921 – Magdeburgo, 27 ottobre 2008) è stato un allenatore di calcio e calciatore tedesco orientale.

## Carriera
È stato per dieci anni il tecnico del Magdeburgo. Con la squadra tedesca vince la Coppa delle Coppe 1973-1974 dopo aver battuto in finale il Milan per 2-0. Conquista inoltre tre titoli della Germania Est nelle stagioni 1971-1972, 1973-1974 e 1974-1975, più la Coppa della Germania Est 1968-1969 e quella del Coppa della Germania Est 1972-1973. Ha vinto anche un'altra coppa nazionale con il Chemie Halle nella stagione 1961-1962.

## Palmarès

### Giocatore

#### Competizioni nazionali
- Campionato tedesco orientale: 1

Zwickau: 1948

### Allenatore

#### Competizioni nazionali
- Coppa della Germania Est: 4

Vorwärts Lipsia: 1952-1954
Chemie Halle: 1961-1962
Magdeburgo: 1968-1969, 1972-1973
- Campionato tedesco orientale:

Magdeburgo: 1971-1972, 1973-1974, 1974-1975

#### Competizioni internazionali
- Coppa delle Coppe: 1

Magdeburgo: 1973-1974